# Бирское городское поселение
Бирское городско́е поселе́ние — муниципальное образование в Облученском районе Еврейской автономной области Российской Федерации.
Административный центр — пгт Бира.

## История
Статус и границы городского поселения установлены Законом Еврейской автономной области от 26 ноября 2003 года № 229-ОЗ «О статусе и границе Облученского муниципального района»

## Население
| 2010  | 2011  | 2012  | 2013  | 2014  | 2015  | 2016  |
| ----- | ----- | ----- | ----- | ----- | ----- | ----- |
| 4629  | ↘4601 | ↘4491 | ↘4365 | ↘4302 | ↘4251 | ↘4207 |
| 2017  | 2018  | 2019  | 2020  | 2021  | 2023  |       |
| ↘4105 | ↘4019 | ↘3919 | ↘3910 | ↗4554 | ↘4498 |       |

## Состав городского поселения
| № | Населённый пункт | Тип населённого пункта      | Население |
| - | ---------------- | --------------------------- | --------- |
| 1 | Бира             | пгт, административный центр | ↘2787     |
| 2 | Будукан          | село                        | ↘1107     |
| 3 | Семисточный      | село                        | ↘333      |
| 4 | Трек             | село                        | ↘22       |